# Байинь
Байи́нь (кит. упр. 白银, пиньинь Báiyín) — городской округ в провинции Ганьсу КНР. Название означает «белое серебро» и связано с тем, что в этих краях с давних времён добывают различные цветные металлы.

## История
Во времена империи Цинь на этих землях обитали юэчжи. В 174 году до н. э. они были вытеснены сюнну. При империи Западная Хань во времена правления императора У-ди генерал Хо Цюйбин в 121 году до н. э. разгромил сюнну и присоединил эти места к империи Хань; в этих местах были созданы уезды Цзули (祖厉县), Чуньинь (鹑阴县) и Аовэй (媪围县), которые вошли в состав округа Увэй (武威郡). Во времена диктатуры Ван Мана уезд Цзули был переименован в Сянли (乡礼县), но при империи Восточная Хань ему было возвращено прежнее название.
В 329 году эти места вошли в состав государства Поздняя Чжао, и здесь был создан округ Лундун (陇东郡). В 376 году эти места оказались в составе государства Ранняя Цинь, и здесь был создан округ Пинлян (平凉郡). В 428 году в Пинляне обосновался Хэлянь Дин — последний правитель государства Ся, которое пало в 431 году; остатки его земель перешли государству Северная Вэй. После распада Северной Вэй в 535 году эти земли оказались в составе государства Западная Вэй, и в 548 году на месте уезда Чуньинь была создана область Хуэйчжоу (会州). При империи Северная Чжоу в 562 году власти Хуэйчжоу перебрались в Минша, а на месте бывшего уезда Чуньинь была создана Хуэйнинская оборона (会宁防). В 563 году на месте бывшего уезда Цзули был создан уезд Улань (乌兰县).
При империи Суй Хуэйнинская оборона была преобразована сначала в посёлок Хуэйнин, а затем в уезд Хуэйнин (会宁县), который в 606 году стал уездом Лянчуань (凉川县). Был создан округ Хуэйнин (会宁郡), состоящий из уездов Лянчуань и Улань; власти округа разместились в Лянчуане. При империи Тан в 619 году округ Хуэйнин был переименован в область Сихуэй (西会州), а уезд Лянчуань — в уезд Хуэйнин. В 632 году была расформирована область Хуэйчжоу с административным центром в Минша, а область Сихуэй была переименована в Хуэйчжоу. В 716 году на месте бывшего уезду Цзули был создан уезд Лянчуань, и власти области Хуэйчжоу переехали туда. В 763 году Хуэйчжоу была захвачена тибетцами.
Тибетцы были выбиты из Хуэйчжоу тангутским государством Западное Ся, и Хуэйчжоу стала ареной борьбы между Западным Ся и китайской империей Сун. В 1104 году земли, на которых размещались власти Хуэйчжоу, стали уездом Фучуань (敷川县). К борьбе подключились чжурчжэни, и в 1130 году была проведена граница по Хуанхэ: земли западнее Хуанхэ отошли Западной Ся, земли восточнее Хуанхэ — чжурчжэньской империи Цзинь. В 1172 году уезд Фучуань был переименован в Баочуань (保川县). В 1182 году был создан уезд Синин (西宁县), а в 1216 году он был поднят в статусе, став областью Синин (西宁州). В начале XIII века эти земли были захвачены монголами. В монгольской империи Юань было введено новое административное деление, и земли восточнее Хуанхэ вошли в состав области Хуэйчжоу, а земли западнее Хуанхэ — в состав области Инли (应理州). В 1352 году область Хуэйчжоу была переименована в Хуэйнин (会宁州).
После свержения власти монголов и установления китайской империи Мин область Хуэйнин была в 1377 году понижена в статусе до уезда Хуэйнин (会宁县). В 1437 году был создан Цзинлуский караул (靖虏卫).
После установления маньчжурской империи Цин Цзинлуский караул был в 1644 году переименован в Цзинъюаньский караул (靖远卫), в 1730 году ставший уездом Цзинъюань. В 1757 году был образован Хуншуйский подуезд (红水分县). После Синьхайской революции в Китае была проведена реформа структуры административного деления, и в 1913 году Хуншуйский подуезд был преобразован в уезд Хуншуй (红水县).
В 1933 году земли уезда Цзинъюань, лежащие западнее Хуанхэ, были присоединены к уезду Хуншуй, который при этом был переименован в уезд Цзинтай.
В 1949 году уезды Хуэйнин и Цзинъюань вошли в состав Специального района Динси (定西专区), а уезд Цзинтай — в состав Специального района Увэй (武威专区). В 1955 году Специальный район Увэй был расформирован, и уезд Цзинтай перешёл в состав Специального района Динси. В 1958 году уезд Цзинтай был присоединён к уезду Гаолань.
Постановлением Госсовета КНР от 11 апреля 1958 года из смежных территорий уездов Гаолань и Цзинъюань был образован городской уезд Байинь (в состав которого вошла, в частности, территория бывшего уезда Цзинтай). 4 июля 1958 года он был подчинён напрямую правительству провинции Ганьсу. 25 октября 1958 года правительство провинции Ганьсу делегировало управление городом Байинь властям Специального района Динси. В ноябре 1960 года уезд Цзинъюань перешёл под юрисдикцию властей Байиня. В 1961 году Байинь вновь перешёл под прямое властям провинции Ганьсу, и к нему был присоединён уезд Гаолань; в ноябре 1961 года был воссоздан уезд Цзинтай, также оставшийся под юрисдикцией властей Байиня, и был образован «Городской и пригородный район Байиня» (白银市市郊区). В 1963 году город Байинь был расформирован, уезды Гаолань и Цзинъюань перешли в состав Специального района Динси, уезд Цзинтай — в состав Специального района Увэй, а «Городской и пригородный район» был переименован в район Байинь и передан в состав Ланьчжоу.
14 мая 1985 года постановлением Госсовета КНР был вновь образован городской округ Байинь, в состав которого вошли уезды Хуэйнин и Цзинъюань из состава округа Динси, уезд Цзинтай из состава округа Увэй, район Пинчуань выделенный из уезда Цзинъюань, и район Байинь выделенный из состава Ланьчжоу.

## Административно-территориальное деление
Городской округ Байинь делится на 2 района, 3 уезда:
| Карта                                     | Статус    | Название | Иероглифы     | Пиньинь | Площадь (км²) | Население (2010) |
| ----------------------------------------- | --------- | -------- | ------------- | ------- | ------------- | ---------------- |
| Байинь Пинчуань Цзинъюань Хуэйнин Цзинтай |           |          |               |         |               |                  |
| Район                                     | Байинь    | 白银区   | Báiyín qū     | 1 372   | 290 000       |                  |
| Район                                     | Пинчуань  | 平川区   | Píngchuān qū  | 2 106   | 214 000       |                  |
| Уезд                                      | Цзинъюань | 靖远县   | Jìngyuǎn xiàn | 5 809   | 480 000       |                  |
| Уезд                                      | Хуэйнин   | 会宁县   | Huìníng xiàn  | 6 439   | 580 000       |                  |
| Уезд                                      | Цзинтай   | 景泰县   | Jǐngtài xiàn  | 5 483   | 240 000       |                  |

## Экономика
В 2002 году ВВП составил 9,5 миллиардов юаней. Средний годовой доход для городских жителей — 6409 юаней, для жителей села — 1688 юаней.
В округе Байинь расположено одно из крупнейших в Китае месторождений цветных металлов, добычей которых занимаются компании Baiyin Nonferrous Group, Gansu Rare Earth New Material и Gansu Dongfang Titanium.

## Инфраструктура
В округе существуют 2 радиостанции и 3 телевизионные станции. Байинь пересекают многочисленные автодороги и железнодорожные пути.

## Достопримечательности
В 40 километрах от Байинь находится национальный парк «Лес Камней». Парк известен из-за природных столбов из камня.

## Города-побратимы
- Шымкент (Казахстан)